# Luis Tello Maldonado
Luis Tello Maldonado (Sevilla, 1518 – Segovia, 11 de junio de 1581) fue un eclesiástico español que alcanzó la dignidad de obispo de Segovia.

## Biografía
Nació en la ciudad de Sevilla en el año 1518, y se trasladó a la Universidad de Salamanca para cursar estudios de derecho, siendo colegial del Mayor de Oviedo. Posteriormente fue elegido provisor en el obispado de Córdoba, oidor de la Real Audiencia y Chancillería de Valladolid y finalmente del Consejo Real en 1577.
El 23 de octubre de 1580 fue elegido obispo de Segovia, cargo que ocupó hasta su muerte, acaecida en la misma ciudad el 11 de junio de 1581, siendo sepultado en el claustro de la catedral de Segovia, donde se conserva su sepulcro con la siguiente inscripción: "Hic iacet Ludovicus Tello Maldonado, Episcopus Segoviensis, vir integerrimus, Religione, Pietate, et litteris insignis. Obijt 11 Iunij anno 1581 aetatis suae 63".
| Predecesor: Gregorio Antonio Gallo de Andrade | Obispo de Segovia 1580-1581 | Sucesor: Andrés de Cabrera-Bobadilla y de la Cueva |